# Mathias Middelberg

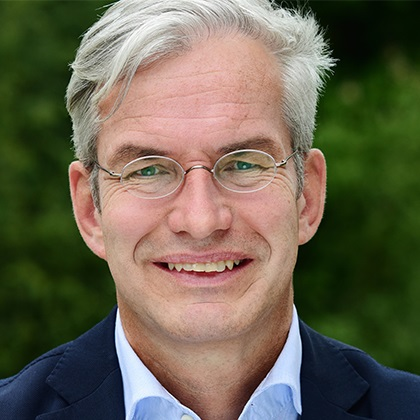
Mathias Middelberg (2016)

Mathias Wolfgang Antonius Middelberg (* 14. Dezember 1964 in Osnabrück) ist ein deutscher Jurist, Politiker (CDU) und seit 2009 Bundestagsabgeordneter. Er ist stellvertretender Vorsitzender der CDU/CSU-Bundestagsfraktion für Haushalt, Finanzen und Kommunalpolitik und Vorsitzender der Landesgruppe Niedersachsen seiner Fraktion.

## Leben und Beruf
Nach dem Abitur am Gymnasium Carolinum Osnabrück studierte Middelberg Rechtswissenschaften mit wirtschaftswissenschaftlichem Schwerpunkt an der Universität Osnabrück. Sein Referendariat absolvierte er am Oberlandesgericht Oldenburg (Oldb) mit Stationen beim Rechtsausschuss des Deutschen Bundestages in Bonn und an der Hochschule für Verwaltungswissenschaften in Speyer. Er bestand beide Staatsexamina mit Prädikat, zuletzt 1993.
Von 1994 bis 1996 arbeitete Middelberg als Syndikusrechtsanwalt bei der PreussenElektra AG (heute: E.ON SE). Von 1997 bis 2000 war er Büroleiter des Bremer Wirtschaftssenators und Aufsichtsratsvorsitzenden der Deutschen Post AG, Josef Hattig. Von 2002 bis 2004 war er Leiter Unternehmensentwicklung/Recht der Mitteldeutschen Flughafen AG (Holding der Flughäfen Leipzig/Halle und Dresden). 2004 wechselte der Jurist als Beteiligungsmanager zur EWE AG. Von 2005 bis Oktober 2009 leitete Middelberg das Referat für Wirtschaft, Arbeit und Verkehr in der Niedersächsischen Staatskanzlei in Hannover. Neben dieser Funktion betreute er auch das Aufsichtsratsmandat des damaligen Niedersächsischen Ministerpräsidenten, Christian Wulff, bei VW. Middelberg wird als „heimlicher Kopf“ hinter der Auseinandersetzung des Landes Niedersachsen mit der Porsche AG um VW bezeichnet.

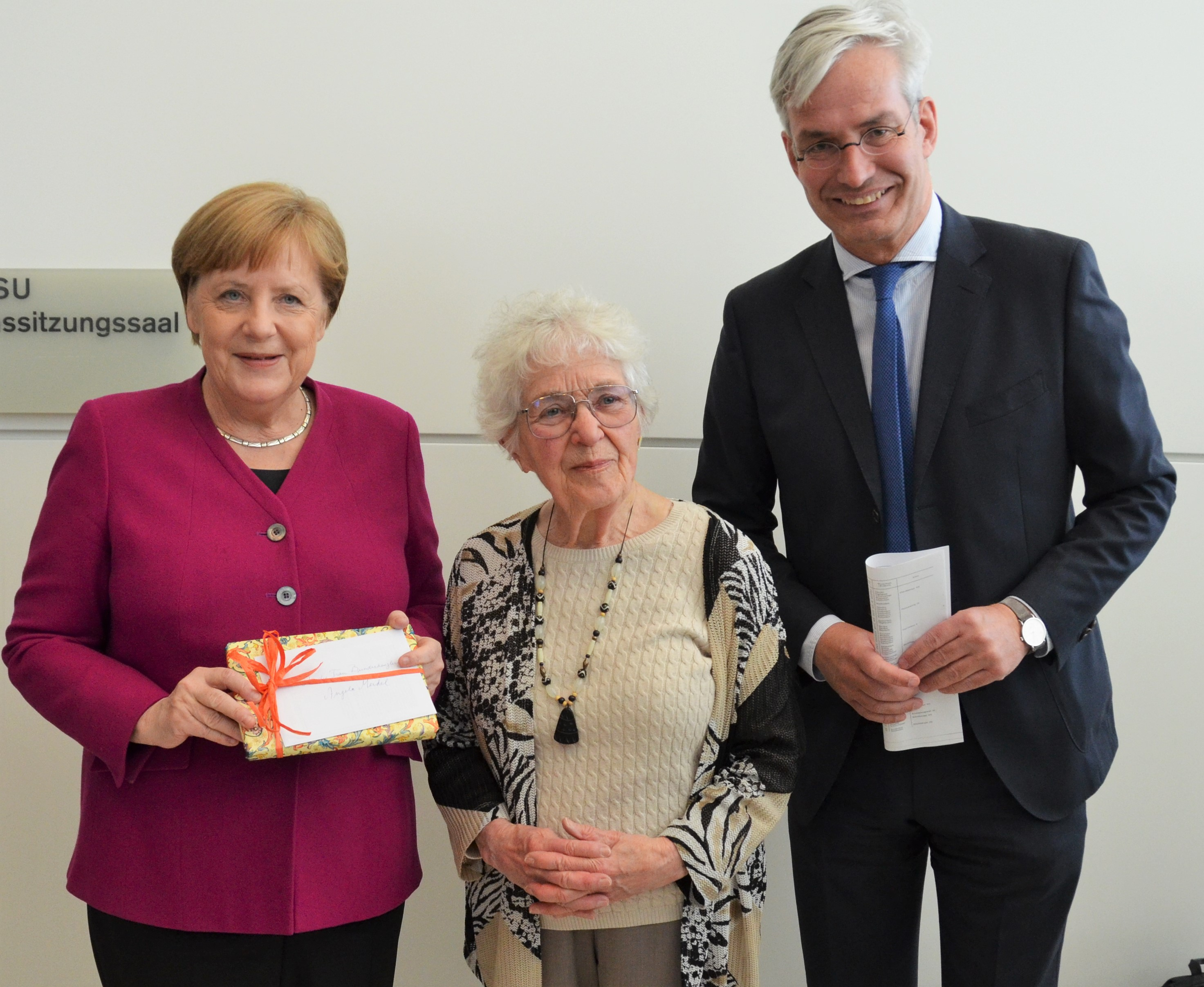
Laureen Nussbaum 2019 im Deutschen Bundestag mit Bundeskanzlerin Angela Merkel und Mathias Middelberg.

2003 wurde Middelberg zum Dr. iur. (s.c.l.) promoviert. Die Dissertation behandelt das Wirken des Rechtsanwalts Hans Georg Calmeyer in der deutschen Besatzungsverwaltung in den Niederlanden während des Zweiten Weltkriegs. 2015 veröffentlichte Middelberg eine Biografie über Calmeyer, die in zahlreichen Medien rezensiert wurde.
Middelberg ist römisch-katholischer Konfession.

## Politik

### Partei
Middelberg war Bezirksvorsitzender der Jungen Union Osnabrück-Emsland und stellvertretender Landesvorsitzender der Jungen Union Niedersachsen. Seit 1983 ist er Mitglied der CDU, seit 2012 Bezirksvorsitzender der CDU Osnabrück-Emsland.

### Abgeordneter
Seit 2009 ist Middelberg Mitglied des Deutschen Bundestages. Bis 2018 gehörte er dem Finanzausschuss an und war stellvertretendes Mitglied im Ausschuss für Wirtschaft. Im März 2018 wechselte der Jurist in den Innenausschuss und wurde zum innenpolitischen Sprecher der CDU/CSU-Bundestagsfraktion gewählt. Im Dezember 2021 wurde Middelberg zum stellvertretenden Fraktionsvorsitzenden für Haushalt, Finanzen und Kommunalpolitik gewählt Am 13. Mai 2025  wurde er in dieser Position bestätigt.
Seit 2014 ist der Jurist Vorsitzender der Landesgruppe der niedersächsischen CDU-Abgeordneten in der CDU/CSU-Bundestagsfraktion.
Bei den Bundestagswahlen 2009, 2013 und 2017 gewann Middelberg den Wahlkreis Stadt Osnabrück jeweils mit 38,4 %, 45,7 % bzw. 40,3 % der Erststimmen direkt. 2021 gewann er kein Direktmandat und zog stattdessen über die Landesliste in den Bundestag ein.
Im November 2024 wählte die Landesvertreterversammlung der CDU Niedersachsen Middelberg einstimmig auf Platz eins der Landesliste für die Bundestagswahl am 23. Februar 2025. Bei dieser Wahl gewann er mit 29,7 % der Erststimmen erneut das Direktmandat im Wahlkreis Stadt Osnabrück.
Middelberg gehört dem Kuratorium der Stiftung Denkmal für die ermordeten Juden Europas, dem beratenden Kuratorium „Stiftung Neue Synagoge Berlin – Centrum Judaicum“ sowie dem Kuratorium des Avicenna-Studienwerks e. V. an. Des Weiteren ist er Mitglied der Deutsch-Israelischen Gesellschaft.

## Positionen und Kritik

### Ehe für alle
Ende Juni 2017 stimmte er als einer von 75 Unionsabgeordneten für die gleichgeschlechtliche Ehe. Es handelte sich dabei um 68 CDU-Abgeordnete (26,9 % aller CDU-Abgeordneten) und 7 CSU-Abgeordnete (12,5 % aller CSU-Abgeordneten).

### Finanzpolitik
Middelbergs Arbeitsschwerpunkte im Finanzausschuss waren die Unternehmensbesteuerung und das Kapitalmarktrecht. Er setzte sich für verschärfte Meldepflichten im Übernahmerecht ein, um das sogenannte „Anschleichen“, also den heimlichen Aufbau von Aktienbezugsrechten zu unterbinden. Mit dem Anlegerschutzverbesserungsgesetz wurde in der Folge die Transparenz am Beteiligungsaufbau von Investoren erhöht.
2016 warnte der Jurist vor einer Initiative der EU-Kommission, dem sogenannten „öffentlichen Country-by-Country Reporting“ (CbCR), bei der europäische Unternehmen verpflichtet werden sollten, für eine Besteuerung relevante Daten öffentlich zu machen. Er kritisierte, dass dies einseitig nur innerhalb der EU kontraproduktiv wäre.
Im März 2018 mahnte Middelberg in einem Gastbeitrag in der Tageszeitung Die Welt eine umfassende Unternehmenssteuerreform in Deutschland an. Er verwies dabei auf die US-amerikanische Finanzpolitik, die mit einer Senkung der Körperschaftsteuer eine niedrigere Gesamtbelastung der Unternehmen geschafft hätten und damit unter dem Niveau aller anderen G-7-Staaten (außer Großbritannien) lägen.
Als stellvertretender Vorsitzender seiner Fraktion für Haushalt und Finanzen initiierte Middelberg im April 2022 die Klage beim Bundesverfassungsgericht gegen den Zweiten Nachtrag zum Bundeshaushalt 2021, mit dem die Bundesregierung Kreditermächtigungen in Höhe von 60 Mrd. Euro, die 2021 zur Bekämpfung der Corona-Krise bewilligt worden waren, auf die Folgejahre überschreiben und für den Klimaschutz umwidmen wollte. In der mündlichen Verhandlung beim Bundesverfassungsgericht begründete der Jurist, auch bei der Schuldenbremse des Grundgesetzes gehe es um Nachhaltigkeit. Die Schuldenbremse brauche eine wirkliche Bremswirkung, damit nicht immer wieder Vorratskassen angelegt und Verwendungszwecke geändert würden.
Gemeinsam mit CSU-Landesgruppenchef Alexander Dobrindt führte Middelberg im Frühjahr 2022 für die Unionsfraktion die Verhandlungen mit den „Ampel“-Kabinettsmitgliedern Christian Lindner, Annalena Baerbock und Christine Lambrecht über das „Sondervermögen Bundeswehr“. Die Union pochte darauf, dass die 100 Milliarden Euro ausschließlich für die Ausstattung der Bundeswehr zu verwenden seien und konnte eine entsprechende Einigung erreichen. Middelberg hatte dazu einen eigenen Vorschlag für eine entsprechende Formulierung in Art. 87a GG vorgelegt.

### Asyl und Migration
Als innenpolitischer Sprecher der CDU/CSU-Bundestagsfraktion versuchte Middelberg im Juni 2018 im Streit innerhalb der Unionsfraktion über die Zurückweisung von Asylbewerbern an den deutschen Grenzen zu vermitteln. In der Debatte um den Entwurf eines Fachkräfteeinwanderungsgesetzes warnte Middelberg vor „Missbrauchsmöglichkeiten und möglichen Fehlanreizen“. Er sah die Zuwanderungsmöglichkeit für Menschen aus Nicht-EU-Staaten, die keine Qualifikation und Ausbildungsstelle vorweisen können, kritisch. Der Gesetzentwurf wurde daraufhin mehrfach abgeändert, den Middelberg als „sehr guten und ausgewogenen Kompromiss“ bezeichnete.
Entsprechend zu den optimierten Zuwanderungsmöglichkeiten forderte Middelberg effektivere Regelungen für die Rückführungen abgelehnter Asylbewerber. Er kritisierte vor allem, wenn Abschiebungen daran scheiterten, dass Asylbewerber nicht gegenwärtig waren. Mit dem Geordnete-Rückkehr-Gesetz, das der Bundestag im Juni 2019 verabschiedete, wurden danach insbesondere die Voraussetzungen für Ausreisegewahrsam und Abschiebehaft gesenkt.
Middelberg spricht sich dafür aus, die Maghreb-Staaten Algerien, Marokko und Tunesien zu sicheren Herkunftsstaaten zu erklären. Dies sorgte bei Menschenrechtsorganisationen wie Amnesty International und in der Opposition bei den Grünen und den Linken für Kritik, da es in Algerien und Marokko weiterhin zu Menschenrechtsverletzungen komme. Middelberg verwies dagegen auf die geringen Anerkennungsquoten aus diesen Ländern und wies darauf hin, dass jedes Asylgesuch aus sicheren Herkunftsländern im Einzelfall geprüft würde.
Hinsichtlich der aus Seenot geretteten Migranten hält Middelberg einen stetigen europäischen Verteilmechanismus für „sehr hilfreich“, jedoch langfristig nicht ausreichend, da die Beschlüsse des EU-Rates vom Juni 2018 umgesetzt werden müssten. Demzufolge spricht er sich für eine Reduzierung der Migration, indem die Zusammenarbeit mit den Herkunfts- und Transitländern intensiviert wird, sowie Ausschiffungsplattformen an den Mittelmeerküsten, die ein geordnetes Asylverfahren gewährleisten sollen, aus.
Middelberg positionierte sich gegen die Einbürgerung von Ausländern, die mit mehreren Personen verheiratet sind. Dass ein entsprechender Gesetzesvorschlag des Innenministeriums zunächst vom Bundesjustizministerium nicht akzeptiert wurde, stieß auf Kritik Middelbergs. Mittlerweile wurde ein Passus im parlamentarischen Verfahren im Dritten Staatsangehörigkeitsänderungsgesetz vom 4. August 2019 ergänzt.
Als sich Anfang 2025 zahlreiche gemeinnützige Organisationen an den Protesten gegen Rechtsextremismus beteiligten, bei denen auch die gemeinsame Abstimmung von AfD und CDU zu Migrations- und Asylthemen kritisiert wurde, drohte Middelberg ihnen damit, die Gemeinnützigkeit zu entziehen.

## Schriften
- Judenrecht, Judenpolitik und der Jurist Hans Calmeyer in den besetzten Niederlanden 1940–1945 (= Osnabrücker Schriften zur Rechtsgeschichte, Band 5). Vandenhoeck & Ruprecht, Göttingen 2004, ISBN 3-89971-123-8, zugleich: Dissertation, Universität Osnabrück, 2003.
- Mit Daniel Möritz: Kapitalmärkte brauchen Regeln! Ein Einblick in die Diskussionen im Finanzausschuss des Deutschen Bundestages am Beispiel des Themas „Anschleichen an Unternehmen“. In: Werner Ebke, Andreas Möhlenkamp, Berthold Welling (Hrsg.): Internationale Finanzmarktkrise, Bankabschlüsse und Mittelstand. Nomos, Baden-Baden 2011, ISBN 978-3-8329-6733-8, S. 98–110.
- „Wer bin ich, dass ich über Leben und Tod entscheide?“ Hans Calmeyer – „Rassereferent“ in den Niederlanden 1941–1945. Wallstein, Göttingen 2015, ISBN 978-3-8353-1528-0.